# Acrolophus hamiferella
Acrolophus hamiferella är en fjärilsart som beskrevs av Jacob Hübner 1827. Acrolophus hamiferella ingår i släktet Acrolophus och familjen Acrolophidae. Inga underarter finns listade i Catalogue of Life.